# Palpita celsalis
Palpita celsalis is een vlinder uit de familie van de grasmotten (Crambidae), uit de onderfamilie van de Spilomelinae. De wetenschappelijke naam van deze soort is voor het eerst voorgesteld als Botys celsalis door Francis Walker in een publicatie uit 1859.

## Verspreiding
De soort komt voor in India, Sri Lanka, China, Myanmar, Thailand, Taiwan en Australië (Queensland).

## Waardplanten
De rups leeft op Ligustrum quihoui en Ligustrum vicaryi (Oleaceae).